# (100198) 1994 EA1
(100198) 1994 EA1 es un asteroide perteneciente al cinturón de asteroides, descubierto el 9 de marzo de 1994 por Antonio Vagnozzi desde el Observatorio Astronómico de Santa Lucia di Stroncone, Stroncone, Italia.